# Батько (фільм, 2023)
Батько — повнометражний режисерський дебют Олександра Кобзаря, у якому він також виступив як продюсер, режисер і виконавець головної ролі. Фільм розповідає про складні стосунки між батьками й дітьми та причиново-наслідкові зв'язки між цілими поколіннями.

## Сюжет
Влад Артем'єв вже понад 25 років не спілкується з батьком. Раптовий дзвінок міг врятувати стосунки чоловіків, проте розмова так і не відбулася… Чому батько і син чверть століття не змогли порозумітися та що змушує Артем'єва молодшого повернутися в батьківський будиночок на березі Азовського моря?

## У ролях
- Олександр Кобзар
- Богдан Бенюк
- Ксенія Баша
- Сергій Смеян
- Андрій Мостренко
- Прохор Кобзар
- Надія Ященко
- Володимир Беляєв

## Творча група
- Режисер і автор ідеї — Олександр Кобзар
- Сценарист — Симор Гласенко
- Оператор-постановник — Олександр Земляний
- Художник-постановник — Олександр Тетерін
- Художники з костюмів — Анна Гресь
- Художник із гриму — Віталій Скопелідіс
- Композитор — Олександр Шимко
- Режисери монтажу — Олександр Запорожченко, Тарас Новак
- Звукорежисери — Єгор Іродов, Юрій Звонар, Олег Кульчицький
- Продюсери — Олександр Кобзар, Віктор Майков

## Виробництво
За словами режисера Олександра Кобзаря, написання сценарію до фільму тривало дев'ять місяців і було закінчено наприкінці 2019 року. Навесні 2020-го відзняли тизер. Наприкінці 2021 року виробництво фільму було завершено. Продакшн фільму здійснив Kobzar Production, а дистриб'ютор фільму — FIlm.ua Distribution.
Перший показ фільму в Україні відбувся під час кінофестивалю Миколайчук Open у Чернівцях 15 червня 2023 року.
Широкий прокат в Україні стартував 27 липня 2023 року.

## Творці про фільм

### Режисер про фільм
Фільм «Батько» — режисерський дебют Олександра Кобзаря. Для автора було важливо взятися саме за тему стосунків сина з батьком.
Складна і актуальна тема, яка мало висвітлюється у нас. Зазвичай всі знімають про маму, що зрозуміло, адже з нею у більшості дуже близькі стосунки. А ось тема батька — таємна і, як правило, болюча. У багатьох людей є проблеми з батьком. У частини — через розлучення. Хлопці ростуть без батьківської опіки, зв'язок губиться. А є діти, які ростуть в повній сім'ї, але не отримують належної уваги від батька. Хоча всім потрібна батьківська підтримка, поради. Після тестового показу фільму люди виходили з залу зі сльозами на очах, особливо чоловіки.

### Сценарист про фільм
Симор Гласенко коментує роботу над фільмом так:
Для мене фільм «Батько» — це історія про спокуту. Про те, що за все у житті доводиться так чи інакше відповідати. І якщо ти уникнеш цього у своєму житті, через страх, або надмірність, або самозакоханість, за твої погані вчинки відповідальність понесуть твої нащадки. І батько у цьому причинно-наслідковому ланцюгу — моральний авторитет, абсолют, що зоріє за тобою, надаючи тобі найважливішу річ у житті — свободу. А от як ти з нею вчиниш, з цією свободою, це і є мірилом твоєї моральності як людини, як Його сина.

Батько — це той, хто вчить тебе бути чоловіком.

## Цікаві факти
1. «Батько» поєднує в собі детектив і психологічну сімейну драму. Паралельно розвиваються кілька детективних ліній на тлі внутрішньої трансформації героя та його туги за батьком.
2. Для Олександра Кобзаря «Батько» — дебютна робота, де він виступив автором ідеї, співсценаристом, режисером і виконавцем головної ролі.
3. Частина зйомок фільму відбувалась на нині окупованій території України, а саме в Бердянську та Генічеську на березі Азовського моря. Також зйомки проходили у Запоріжжі, Києві й Київській області.
4. Автори стрічки надихалися роботами американського художника ХХ століття Ендрю Ваєта. Сцени з фільму частково відтворюють його найвідоміші роботи.
5. «Батько» — незалежний проєкт. Фільм знято на кошти приватних осіб, без державної підтримки.